# Liste von Hochwasserereignissen am Guadalupe River
Die Liste von Hochwasserereignissen am Guadalupe River geht auf Aufzeichnungen bis in das Jahr 1838 zurück.
Der Guadalupe River ist ein etwa 700 km langer Fluss im US-Bundesstaat Texas und mündet in den Golf von Mexiko. An seinem Flusslauf befinden sich die größeren Städte New Braunfels, Kerrville, Seguin, Gonzales, Cuero und Victoria.
Der überwiegend ruhige Guadalupe River kann sich zu einer äußerst zerstörerischen Kraft entwickeln und gilt als einer der drei gefährlichsten Flüsse im Bundesstaat Texas. Es ist eine der am stärksten von Überschwemmungen betroffenen Regionen Nordamerikas. Ein Teil seines Einzugsgebiets liegt in einer Hochrisikozone im Texas Hill Country, die auch als Flash Flood Alley bezeichnet wird. Die mit Kalkstein bedeckten Böden können große Wassermengen nicht aufnehmen, so dass es bei Starkregen zu Staunässe und überschwemmten Flächen kommt.
In den zurückliegenden Jahren kam es in Seguin immer wieder zu großen, zerstörerischen Überschwemmungen: 1838, 1848, 1868, 1872, 1906, 1921, 1936, 1952, 1972, 1973, 1978, 1989, 1991, 1997, 1998, 2015, 2018, 2020, 2021 und 2025.
| Datum                        | Ereignis | Auswirkungen |
| ---------------------------- | --- | --- |
| 1868                         | Eine große Überschwemmung bedeckte das heutige Seguin-Messegelände mit einem Wasserstand von 2,4 Metern. | |
| 1913                         | Die Flüsse Guadalupe, Trinity, der Brazos River und Colorado River traten über die Ufer und überschwemmten mehr als 7600 Quadratkilometer Land. Die Flut zwang den Brazos River, seinen Lauf zu ändern. Er mündete nun bei Freeport, Texas, in den Golf von Mexiko. | 177 Menschen kamen ums Leben, hoher Sachschaden, allein im Brazos Valley 3.436.144 US-Dollar. |
| 6. – 10. September 1921      | Am 6. September entwickelte sich im Golf von Mexiko ein tropischer Sturm, der bald mit starken Winden und heftigen Regenfällen das untere Rio Grande-Tal peitschte. Am 9. September, bei fast 60 cm Niederschlag traten im Guadalupe Tal die Flüsse Guadalupe, Olmos Creek und der San Antonio River über ihre Ufer. Der felsige Boden des Hügellandes kann nur sehr wenig Wasser aufnehmen. Entlang des Guadalupe Rivers in New Braunfels wurden ganze Familien weggespült. Viele Menschen warteten die ganze Nacht über auf Bäumen auf Rettung. | Mehr als zwölf Menschen ertranken, 25 weitere wurden am nächsten Tag vermisst. In Seguin wurden 50 Häuser überflutet. |
| 3. Juni – 3. Juli 1932       | Überschwemmungen bei starkem Niederschlag von 20 bis 35 inches (50,8 bis 88,9 cm) im Bereich von Kerrville am Guadalupe River. | |
| 30. Juni – 4. Juli 1936 1936 | Starker Niederschlag von mehr als 10 inches (25,4 cm) herrschte über Zentral-Texas, etwa ein Viertel des Bundesstaates. Am 4. Juli wurden bei Gonzales und Kerrville die höchsten der Niederschläge von 20 inches (50,8 cm) gemessen, wo der Guadalupe River ausgedehnte Überschwemmungen verursachte. | Hochwasser nördlich von Verhille, Texas, 4. August 1936 |
| 11. Mai 1972                 | Über 40 cm Niederschlag ergoss sich um Mitternacht über dem Guadalupe River, auf halbem Weg zwischen New Braunfels und dem Canyon Lake Dam. Das erste Hochwasser strömte vom Blieders Creek nach New Braunfels und floss bei Landa Park in den Comal River. Das Hochwasser füllte den Comal und trat in den Guadalupe River über, von wo es auf Seguin zusteuerte. | 11 Menschen starben infolge der Überschwemmung, fünf in Seguin, zwei in New Braunfels und die übrigen in San Marcos, mindestens 25 wurden vermisst. |
| 1.–4. August 1978            | In Zentraltexas kam es innerhalb von 72 Stunden zu Rekordniederschlägen von über 122 cm (48 Zoll), die durch die Überreste des tropischen Sturms Amelia ausgelöst wurden. Schwere Überschwemmungen im Hügelland im südlichen Zentraltexas ereigneten sich am Medina River und seinen Nebenflüssen oberhalb des Medina Lake sowie am Guadalupe River und seinen Nebenflüssen oberhalb des Canyon Lake. In Teilen der Flusseinzugsgebiete des Nueces, Guadalupe, Colorado und Brazos kam es in einem Gebiet von ca. 60.000 km² zu Überschwemmungen. Der Canyon Lake nahm das gesamte Hochwasser aus dem Einzugsgebiet des Guadalupe River oberhalb des Staudamms auf, sodass unterhalb des Canyon Lake keine Schäden entstanden. | Im gesamten vom Sturm betroffenen Gebiet ertranken 33 Menschen und 154 wurden verletzt. Die Sachschäden wurden auf über 110 Millionen Dollar geschätzt. In den Landkreisen Bandera, Kendall und Kerr ertranken 25 Menschen, etwa 150 wurden verletzt, der Sachschaden wurde auf mindestens 50 Millionen Dollar geschätzt. Etwa 175 Häuser wurden zerstört oder beschädigt. Die öffentliche Versorgung war in weiten Teilen des Gebiets unterbrochen, und viele Straßen und Brücken wurden schwer beschädigt. |
| 16.–17. Juli 1987            | Im oberen Quellgebiet des Guadalupe River fielen großflächig 12 bis 25 Zentimeter Regen. Dies führte zu einer gewaltigen Flutwelle, die in den Morgenstunden des 17. den Guadalupe River hinunter durch Ingram, Kerrville und schließlich Comfort zog. Bei Comfort stieg der Guadalupe River um 8,8 Meter an und erreichte mit 9,6 Metern seinen neunthöchsten Pegel seit Beginn der Aufzeichnungen. Die Ausdehnung der Flut betrug bei Comfort schätzungsweise 1,2 Kilometer von seinem normalen Ufer entfernt. Etwa drei Kilometer südwestlich von Comfort auf der Südseite des Flusses fand damals ein Kirchenlager statt, an dem mehr als 300 Kinder aus verschiedenen Kirchen teilnahmen. Bei der einsetzenden Flut wurden die Kinder mit Bussen aus dem Kirchenlager evakuiert und zu einer Furt mit niedrigem Wasserstand, nahe der Stadt Comfort in Texas dirigiert. Während die meisten Busse die dortige Brücke noch überqueren konnten, blieb ein mit Kindern voll besetzter Bus durch das schnell steigende Wasser liegen. Erst durch den Einsatz von Hubschraubern konnten die vier Erwachsene und 29 Kinder gerettet werden. | 10 Kinder kamen in den Fluten ums Leben. |
| 17. und 18. Oktober 1998     | In Zentral- und Süd-Texas wurden innerhalb von nur zwei Tagen Niederschlagsmengen von bis zu 56 cm gemessen. Unterhalb des Canyon-Lake-Damms, wo meisten Niederschläge fielen, kam es zu einer schweren Überschwemmung. Erstmals wurde der Damm überflutete und die heutige Canyon-Lake-Schlucht wurde aushöhlt. Der Guadalupe River erreichte mit 15 m einen Höchstwert seit Beginn der Aufzeichnungen vor 1900. Allein in New Braunfels wurden 19 Häuser flussabwärts gespült. Es gab kaum Vorwarnungen. | 31 Menschen kamen ums Leben, 17 davon wurden in überfluteten Fahrzeugen gefunden. Der Schaden belief sich auf fast 750 Millionen Dollar. |
| 30. Juni bis 7. Juli 2002    | Im Hill Country und um San Antonio traten Niederschläge zwischen 63 und 90 cm auf (die durchschnittliche jährliche Niederschlagsmenge im Comal County beträgt 70 cm). Die hohen Wasserstände entlang des Guadalupe River führten dazu, dass der Notüberlauf am Canyon Lake erstmals seit seinem Bau im Jahr 1968 überlief. Bis zum 4. Juli hatte der Canyon Lake das Regenwasser flussaufwärts zurückgehalten und so den Abfluss in New Braunfels unter Kontrolle gehalten. Am 4. Juli um 15:30 Uhr trat der Überlauf jedoch 2,13 m über die Ufer. Keine 24 Stunden später, am 5. Juli um 10:00 Uhr, waren 79.400 m³ unterhalb des Überlaufs erodiert und hatten entlang des Wasserwegs eine neue Schlucht gebildet. 24 Bezirke wurden zu Katastrophengebieten erklärt. Viele der Bewohner, die 1998 ihre Häuser entlang des Guadalupe River verloren hatten, hatten ihre Häuser wieder aufgebaut, mussten aber 2002 zusehen, wie sie flussabwärts gespült wurden. | 12 Todesopfer, Schäden an etwa 48.000 Häusern und ein geschätzter Gesamtschaden von rund 1 Milliarde US-Dollar. |
| 10. Juni 2010                | In Cuero erreichte der Guadalupe River seinen Höchststand von etwa 8,8 Metern, 1,5 Meter über dem Hochwasserpegel; in Gonzales erreichte er 12,8 Meter und lag damit deutlich über der 9,4 Meter hohen Hochwassermarke. | In Seguin wurden acht Häuser beschädigt. |
| 12. Mai 2020                 | In Startzville, Canyon Lake und New Braunfels gab es 30 cm Niederschlag, während im Rest des Tals nur 10 bis 18 cm Regen fielen. Teile von New Braunfels und tiefer gelegene Gebiete von Seguin wurden überflutet, als der Fluss um fast 2,5 Meter anstieg. | Schäden in Höhe von über einer Milliarde Dollar entlang des Flusses. |
| 14. Oktober 2021             | Über Seguin zogen schwere Stürme hinweg und brachten über 12,7 cm Regen über die Region. Es kam zu kleineren Überschwemmungen des Guadalupe River und seiner Nebenflüsse. | |
| 4.–5. Juli 2025              | Reste des Tropensturms Barry, der wenige Tage zuvor von Mexiko nach Texas zog, führten zu 300 mm Niederschlag und lösten in den Quellflüssen des Guadalupe River im Kerr County verheerende Sturzfluten aus, der Flusspegel des Guadalupe River stieg binnen 45 Minuten um etwa acht Meter an. In sechs Städten, darunter Kerrville und Mason, wurde wegen der Sturzfluten der Notstand ausgerufen. | Mindestens 137 Todesopfer, davon 108 allein im Kerr County kamen in den Sturzfluten um, darunter zahlreiche Mädchen, die an einem Sommercamp am Ufer des South Fork Guadalupe River teilgenommen hatten. Weitere zwei Menschen gelten mit Stand 23. Juli noch als vermisst. |